# 神经碱
神经碱是一种含氮有机化合物，分子式C5H13NO，是一种在蛋黄、脑和胆汁中发现的生物鹼，由胆碱发生脱水反应而来。